# Chi Thuốc thượng
Chi Thuốc thượng (danh pháp khoa học: Phaeanthus) là một chi thực vật thuộc họ Annonaceae.

## Các loài
Chi này có các loài sau:
- Phaeanthus impressinervius Merr., 1922: Borneo (Malaysia).
- Phaeanthus intermedius (P.Parm.) I.M.Turner & Veldkamp, 2012: Malaysia, Singapore, Indonesia.
- Phaeanthus ophthalmicus (Roxb. ex G.Don) J.Sinclair, 1955: Malaysia, Brunei, Indonesia, Philippines, Papua New Guinea.
- Phaeanthus splendens Miq., 1865: Malaysia, Singapore, Indonesia, Brunei.
- Phaeanthus sumatranus Miq., 1865: Malaysia, Indonesia.
- Phaeanthus tephrocarpus Merr., 1929: Borneo (Malaysia).
- Phaeanthus vietnamensis Bân, 2000 - Thuốc thượng, thuốc mọi, da xà lắc, thuốc dấu cà doong[3]: Miền trung Việt Nam.
- Phaeanthus villosus Merr., 1919: Philippines.